# Günter Gaus

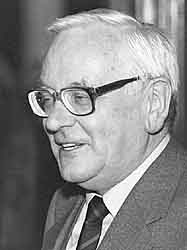
Günter Gaus (1994)

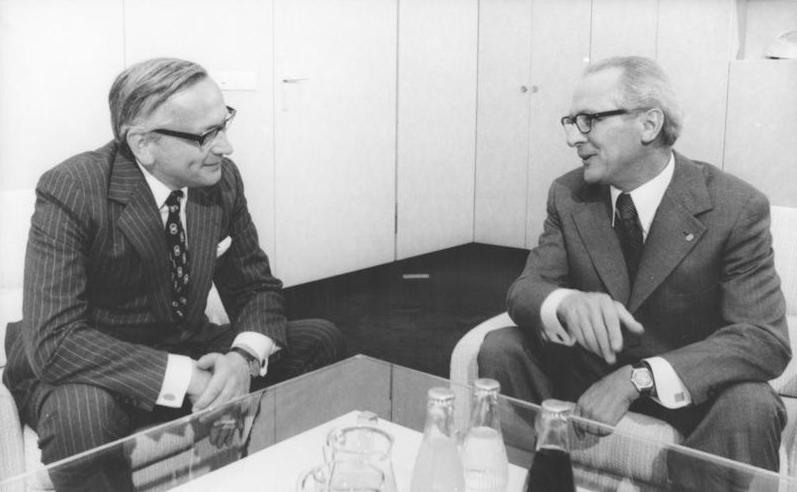
Günter Gaus i samtal med Erich Honecker.

Günter Gaus, född 23 november 1929 i Braunschweig, död 14 maj 2004 i Reinbek utanför Hamburg, var en tysk diplomat, publicist och politiker.
Gaus studerade tyska och historia vid Ludwig-Maximilians-Universität München. Han verkade som journalist redan under universitetstiden. Under 1950- och 1960-talet arbetade han vid olika dags- och veckotidningar, bland annat Der Spiegel och Süddeutsche Zeitung. Hans TV-serie Zur Person som visades i ZDF första gången 1963 blev en TV-klassiker. Han blev chefredaktör för Der Spiegel 1969 efter att han skrivit ett flertal böcker om den aktuella politiken i Västtyskland. Gaus stödde Ostpolitik. 1973 gick Gaus över till politiken och blev statssekreterare vid Bundeskanzleramt. Han var den första chefen för Västtysklands Ständige Vertretung i DDR efter att Grundfördraget trätt ikraft 1974. Under sin tid som chef förhandlade han fram flera avtal som underlättade det humanitära läget. De ledde också fram till lättnader i transittrafiken (se Transitavtalet). 1976 gick Gaus med i SPD. 1981 lämnade Gaus uppdraget och var en kort tid senator i Västberlin. Efter SPD:s valnederlag 1981 återvände han till journalistiken.
Under 1980-talet författade han flera böcker rörande läget i Västtyskland, de tysk-tyska relationerna och säkerhetspolitik. 2004 utkom hans memoarer Widersprüche. Han avled 14 maj 2004 i cancer. Han ligger begravd på Dorotheenstädtischer Friedhof i Berlin.